# 香港電影金像獎專業精神獎
香港電影金像獎專業精神獎（英語：Hong Kong Film Awards Professional Achievement Award）是香港電影金像獎現行頒發的非常設獎項，表揚曾為香港電影出力的資深演員或幕後製作人員。專業精神獎於1990年創立，但並非每年頒發，而當屆獲獎者或會多於一位。

## 得獎者
註：表示追頒
| 年份 （屆別）     | 獲獎者 | 獲獎身分                                 | 頒獎者                                                    | 來源          |
| ----------------- | ------ | ---------------------------------------- | --------------------------------------------------------- | ------------- |
| 1990年 （第9屆）  | 朱日紅 | 電影演員、場記                           |                                                           | [ 1 ]         |
| 1991年 （第10屆） | 彭雁聯 | 電影髮型師                               | 成龍                                                      | [ 2 ]         |
| 1992年 （第11屆） | 屠梅卿 | 製片及道具師                             |                                                           | [ 3 ]         |
| 1992年 （第11屆） | 黃炳耀 | 編劇、演員                               |                                                           | [ 3 ]         |
| 1994年 （第13屆） | 江祖貽 | 電影發行人                               | 馮寶寶                                                    | [ 4 ]         |
| 1994年 （第13屆） | 司徒安 | 編劇                                     | 馮寶寶                                                    | [ 4 ]         |
| 1998年 （第17屆） | 楚原   | 導演、演員                               |                                                           | [ 5 ]         |
| 2001年 （第20屆） | 袁和平 | 動作指導、導演                           |                                                           | [ 6 ]         |
| 2003年 （第22屆） | 曹達華 | 演員                                     | 劉德華、梁朝偉                                            | [ 7 ]         |
| 2003年 （第22屆） | 石堅   | 演員                                     | 劉德華、梁朝偉                                            | [ 7 ]         |
| 2004年 （第23屆） | 柯受良 | 特技人、演員；由柯受良長子柯有倫代領     | 曾志偉、張學友、梁朝偉、劉德華                            | [ 8 ]         |
| 2004年 （第23屆） | 林振強 | 填詞人；由林振強胞姊林燕妮代領           | 曾志偉、張學友、梁朝偉、劉德華                            | [ 8 ]         |
| 2005年 （第24屆） | 余慕雲 | 電影研究者、電影資料搜集員               | 黎姿、秦沛                                                | [ 9 ]         |
| 2005年 （第24屆） | 成龍   | 演員                                     | 李安                                                      | [ 9 ]         |
| 2006年 （第25屆） | 汪長智 | 香港沙龍電影有限公司前董事總經理         | 黃岳泰、吳思遠                                            | [ 10 ]        |
| 2007年 （第26屆） | 文潤玲 | 电影化妆师                               | 周潤發                                                    | [ 11 ]        |
| 2008年 （第27屆） | 沈殿霞 | 演員；由沈殿霞女兒鄭欣宜代領             | 蕭芳芳（短片致敬） 吳思遠、霍震霆、余錦基、樂易玲（頒獎） | [ 12 ]        |
| 2009年 （第28屆） | 丁羽   | 配音員、演員                             | 洪金寶                                                    | [ 13 ]        |
| 2010年 （第29屆） | 鄒林   | 燈光與攝影師                             | 黃岳泰                                                    | [ 14 ]        |
| 2011年 （第30屆） | 陳自強 | 监制、經理人                             | 鄒文懷                                                    | [ 15 ]        |
| 2012年 （第31屆） | 方浩源 | 剧照师                                   | 洪金寶                                                    | [ 16 ]        |
| 2013年 （第32屆） | 呂麗樺 | 電影沖印師                               | 王家衛                                                    | [ 17 ]        |
| 2013年 （第32屆） | 高天宙 | 電影沖印師                               | 王家衛                                                    | [ 17 ]        |
| 2015年 （第34屆） | 李坤龍 | 电影道具师                               | 徐克                                                      | [ 18 ]        |
| 2016年 （第35屆） | 周永光 | 燈光師                                   | 施南生                                                    | [ 19 ]        |
| 2017年 （第36屆） | 阮大勇 | 電影海報繪畫師                           | 許冠文                                                    | [ 20 ]        |
| 2018年 （第37屆） | 楊容蓮 | 茶水工作                                 | 成龍                                                      | [ 21 ]        |
| 2019年 （第38屆） | 劉允   | 武師                                     | 錢小豪、錢嘉樂                                            | [ 22 ]        |
| 2022年 （第40屆） | 周國忠 | 剪接                                     | 麥嘉、黃百鳴                                              | [ 23 ] [ 24 ] |
| 2023年 （第41屆） | 羅卡   | 影評人                                   | 吳思遠                                                    | [ 25 ] [ 26 ] |
| 2023年 （第41屆） | 石琪   | 影評人；因抱恙缺席頒獎典禮，由吳思遠代領 | 吳思遠                                                    | [ 25 ] [ 26 ] |
| 2024年 （第42屆） | 唐萍   | 電影服裝管理                             | 徐克 （彭秀慧引言）                                       | [ 27 ] [ 28 ] |
| 2025年 （第43屆） | 姜小亮 | 電影國語配音員                           | 秦沛、姜大衞 （鍾雪瑩引言）                               | [ 29 ] [ 30 ] |
| 韓冬青            |        | 電影國語配音員                           | 秦沛、姜大衞 （鍾雪瑩引言）                               | [ 29 ] [ 30 ] |

## 資料來源
1. ↑  . 香港電影金像獎.   [2019-09-07]. （原始内容存档于2019-12-19）. （页面存档备份，存于）
2. ↑  . 香港電影金像獎.   [2019-09-07]. （原始内容存档于2017-03-23）. （页面存档备份，存于）
3. ↑  . 香港電影金像獎.   [2019-09-07]. （原始内容存档于2019-12-24）. （页面存档备份，存于）
4. ↑  . 香港電影金像獎.   [2019-09-07]. （原始内容存档于2019-12-24）. （页面存档备份，存于）
5. ↑  . 香港電影金像獎.   [2019-09-07]. （原始内容存档于2019-02-25）. （页面存档备份，存于）
6. ↑  . 香港電影金像獎.   [2019-09-07]. （原始内容存档于2019-12-24）. （页面存档备份，存于）
7. ↑  . 香港電影金像獎.   [2019-09-07]. （原始内容存档于2019-01-30）. （页面存档备份，存于）
8. ↑  . 香港電影金像獎.   [2019-09-07]. （原始内容存档于2019-12-24）. （页面存档备份，存于）
9. ↑  . 香港電影金像獎.   [2019-09-07]. （原始内容存档于2018-10-15）. （页面存档备份，存于）
10. ↑  . 香港電影金像獎.   [2019-09-07]. （原始内容存档于2019-07-06）. （页面存档备份，存于）
11. ↑  . 香港電影金像獎.   [2019-09-07]. （原始内容存档于2019-12-19）. （页面存档备份，存于）
12. ↑  . 香港電影金像獎.   [2019-09-07]. （原始内容存档于2019-12-24）. （页面存档备份，存于）
13. ↑  . 香港電影金像獎.   [2019-09-07]. （原始内容存档于2019-12-10）. （页面存档备份，存于）
14. ↑  . 香港電影金像獎.   [2019-09-07]. （原始内容存档于2014-06-08）. （页面存档备份，存于）
15. ↑  . 香港電影金像獎.   [2019-09-07]. （原始内容存档于2016-09-10）. （页面存档备份，存于）
16. ↑  . 香港電影金像獎.   [2019-09-07]. （原始内容存档于2016-09-22）. Archive.today的存檔，存档日期2020-11-07
17. ↑  . 香港電影金像獎.   [2019-09-07]. （原始内容存档于2013-04-16）. （页面存档备份，存于）
18. ↑  . 香港電影金像獎.   [2019-09-07]. （原始内容存档于2016-10-17）. （页面存档备份，存于）
19. ↑  . 香港電影金像獎.   [2019-09-07]. （原始内容存档于2016-10-03）. （页面存档备份，存于）
20. ↑  . 香港電影金像獎.   [2019-09-07]. （原始内容存档于2017-04-15）. （页面存档备份，存于）
21. ↑  . 香港電影金像獎.   [2019-09-07]. （原始内容存档于2018-04-25）. （页面存档备份，存于）
22. ↑  . 香港電影金像獎.   [2019-09-07]. （原始内容存档于2019-04-15）. （页面存档备份，存于）
23. ↑  . 頭條日報. 2022-03-25  [2022-03-25].
24. ↑  . 香港電影金像獎.   [2022-07-21]. （原始内容存档于2022-07-19）. （页面存档备份，存于）
25. ↑  . 香港01. 2023-04-13  [2023-04-13]. （原始内容存档于2023-04-13）. （页面存档备份，存于）
26. ↑  . 香港電影金像獎.   [2023-04-17]. （原始内容存档于2023-04-17）. （页面存档备份，存于）
27. ↑  . 巴士的報. 2024-03-28  [2024-03-28].
28. ↑  . 香港電影金像獎.   [2024-03-28]. （原始内容存档于2024-04-17）.
29. ↑  . 巴士的報. 2025-04-11  [2025-04-11].
30. ↑  . 香港經濟日報. 2025-04-11  [2025-04-11].

## 外部連結
- 香港電影金像獎官方網站 （页面存档备份，存于）